# Karolów (województwo łódzkie)
Karolów – wieś w Polsce położona w województwie łódzkim, w powiecie bełchatowskim, w gminie Kleszczów. Miejscowość wchodzi w skład sołectwa Kamień.
W latach 1975–1998 miejscowość należała administracyjnie do województwa piotrkowskiego.